# Nationalpark Store Mosse
Der Nationalpark Store Mosse liegt in der schwedischen Region Småland in der Verwaltungsprovinz Jönköpings län. Er ist erreichbar über die Straße von Värnamo nach Nordwesten Richtung Hillerstorp.
Der Park wurde 1982 eingerichtet und umfasst das größte Moorgebiet Südschwedens mit mehreren Hochmooren und Seen, umgeben von Niedermooren und kleineren Wäldern. Zuvor war bis in die 1960er Jahre der Abbau von Torf durch die Hädinge torvfabrik erfolgt. Die Torfschichten entstanden im Lauf der letzten 6000 Jahre und sind bis zu 7 m mächtig. Auf dem Moor wachsen Kiefernwälder und ausgedehnte Heideflächen, auch seltene Orchideenarten. Die Feuchtgebiete um den See Kävsjön sind im Sommer Brutgebiete für ca. 100 Vogelarten, unter anderem Schwäne, Reiher, Enten, Gänse und Kraniche. Im südöstlichen Teil des Sees befindet sich der etwa zwei Kilometer lange und einen Kilometer breite Schwingrasen Stora Gungflyet.
Auf mehreren Inseln im Moor befinden sich Rasthütten und Vogelbeobachtungstürme. Eine Insel im südwestlichen Teil des Moors ist Lilla Lövö.
In dem 2004 eingerichteten Besucherzentrum Naturum wird eine Ausstellung zur Entstehung der Moore, zur Pflanzen- und Tierwelt und zur menschlichen Besiedlung der Moorgebiete gezeigt.
Drei Jugendherbergen (Vandrarhem) innerhalb des Naturschutzgebietes befinden sich in Kittlakull, beim Gräberfeld von Vanö sowie auf Lilla Lövö. Das Haus Kittlakull diente früher dem Verwalter der Torfindustrie als Wohnhaus, unmittelbar hinter der Bahnlinie, die durch das Moor führt, sind dort auch noch Ruinen der alten Torf-Abbaustätten zu finden.

## Wanderwege im Store Mosse
Der Nationalpark ist durch ca. 40 km Wanderwege erschlossen.
Insgesamt acht ausgeschilderte Wege verlaufen durch die reizvolle Landschaft und verbinden die Besonderheiten des Parks untereinander.
Die Kävsjön runt umrundet den See Kävsjön auf insgesamt 14 Kilometer Länge. Sie verläuft im nördlichen Teil des Parks, ebenso wie die 4 Kilometer lange Östra Rockne runt und die 3,5 km Svartgölsleden.
Im größeren, südlicheren Part verläuft der Andersberg-Lövö-Kittlakull Weg mit insgesamt 13 Kilometer einfache Strecke. Die 6,2 Kilometer lange Lilla Lövö runt führt zur Insel Lilla Lövö. Ebenso können die Lövö runt, die Blådöpet runt und der Andersberg-Kvarnaberget-Lövö Weg mit 3,6, 5,2 und 7,5 Kilometer Länge.

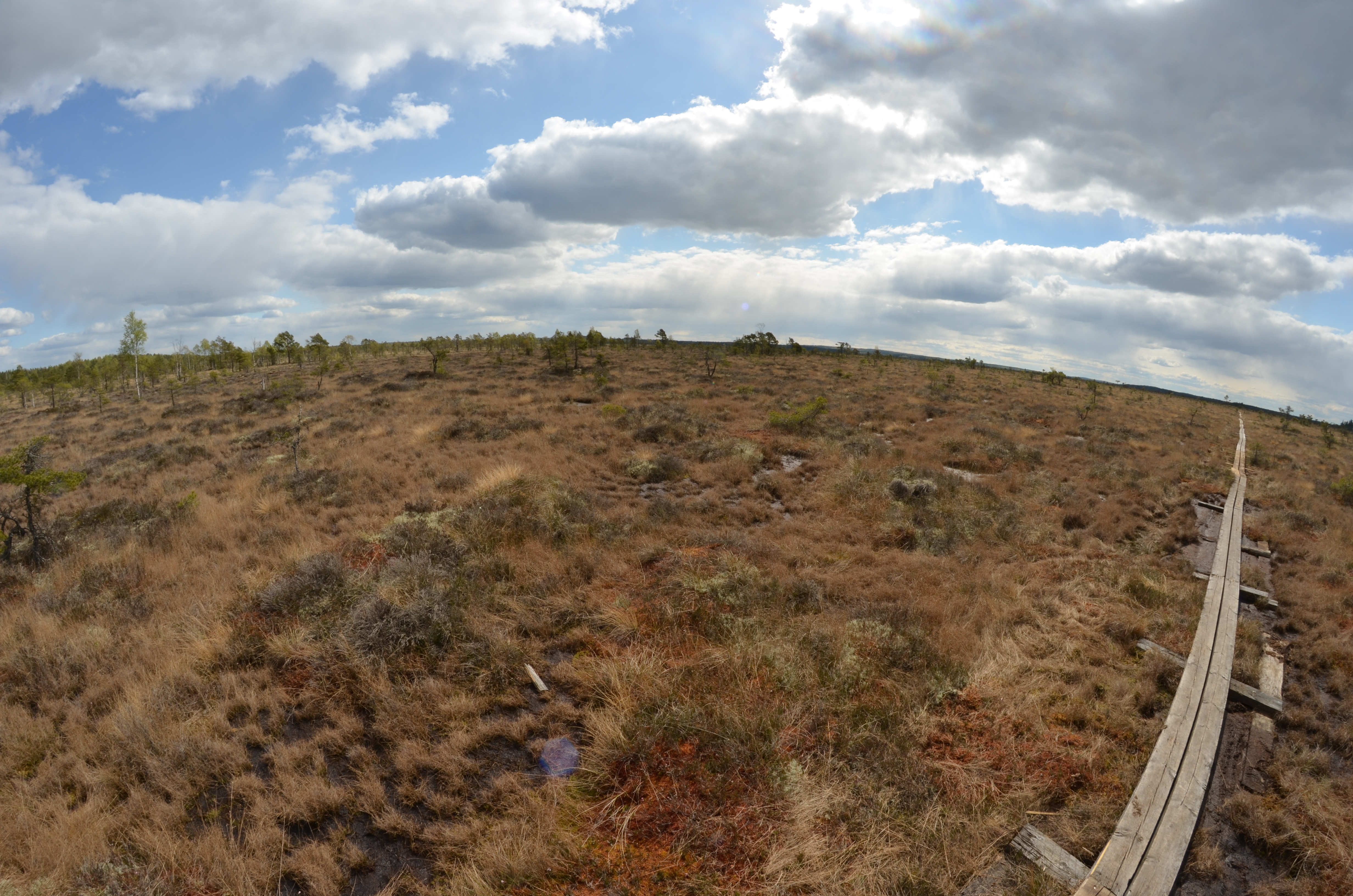
Panoramaansicht
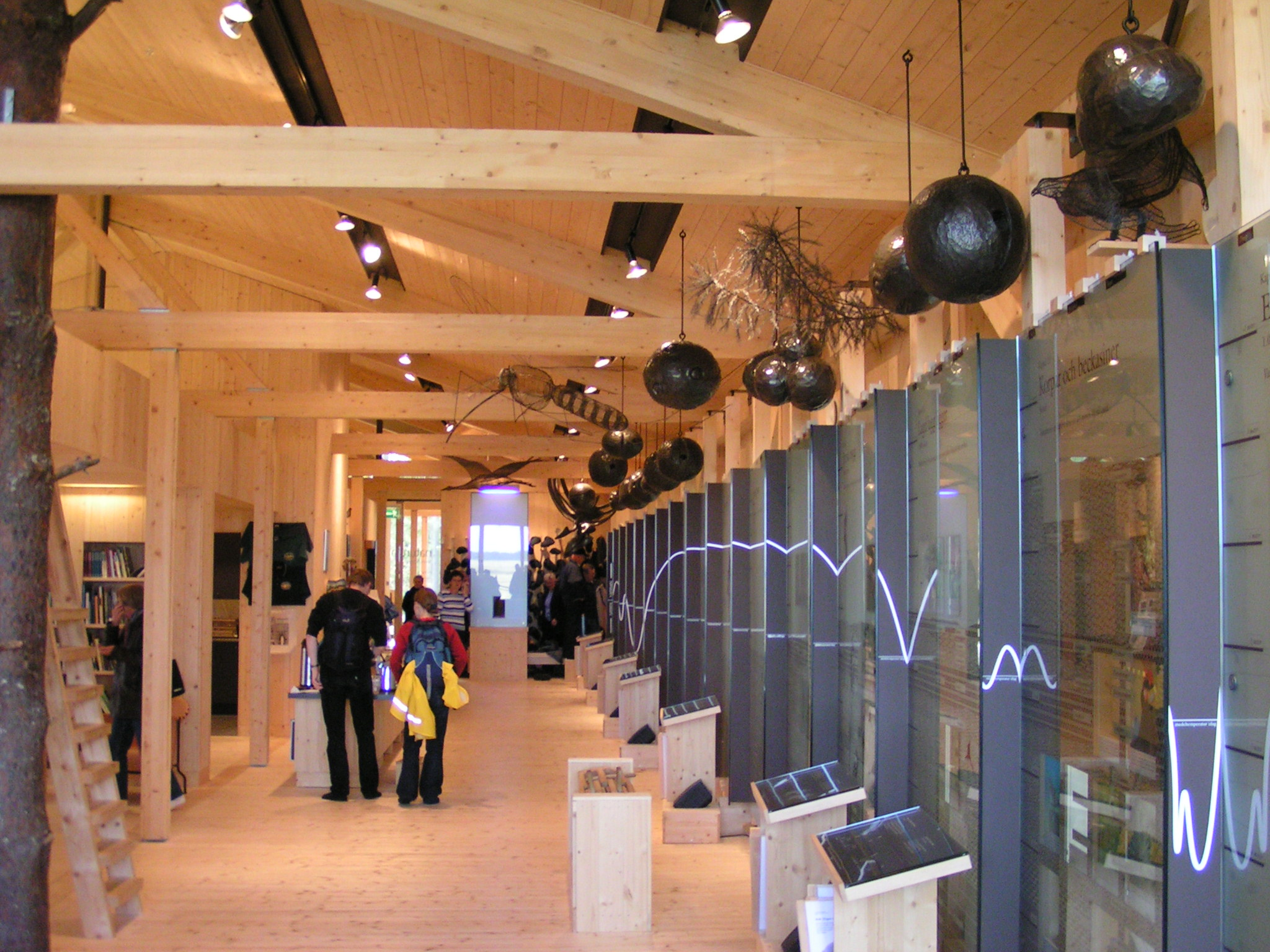
Besucherzentrum
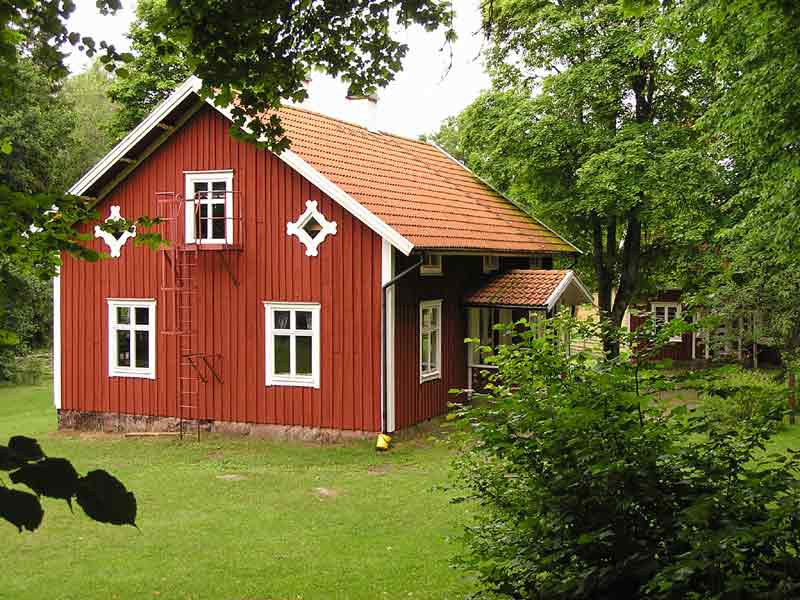
Wanderhütte im Store Mosse